# Døssing
Døssing er et dansk efternavn. Kendte personer med navnet:
- Finn Døssing (1941-2022) - dansk fodboldspiller.
- Michael Døssing (født 1969) - dansk tidligere fodboldspiller
- Thomas Døssing (1882 – 1947) - dansk bibliotekar og diplomat.